# David Mitchell (författare)
David Mitchell, född 1969 i Southport i Lancashire, är en brittisk författare.
Mitchell debuterade 1999 med romanen Ghostwritten. De följande romanerna number9dream (2001) och Cloud Atlas (2004) blev båda nominerade till Man Booker Prize. År 2003 utsågs han av tidskriften Granta till en av Storbritanniens främsta unga författare. Mitchells romaner präglas av att de väver samman många olika teman och historier och utspelar sig på olika platser i världen. Han har studerat engelsk och amerikansk litteratur vid University of Kent. Mitchell bodde en tid på 1990-talet i Hiroshima, Japan och är nu bosatt i Irland.
David Mitchell är en av författarna som bidragit till Framtidsbiblioteket med verket From Me Flows What You Call Time (2016) som publiceras år 2114.